# A Man with Three Wives
A Man with Three Wives è un cortometraggio muto del 1909. La regia non è firmata. Prodotto e distribuito dalla Edison Manufacturing Company, il film uscì nelle sale il 12 novembre 1909. È l'esordio cinematografico di Blanche Sweet che diventerà in seguito una delle attrici preferite di D.W. Griffith.

## Trama
Un uomo si ritrova sposato contemporaneamente con tre donne diverse, ne nasceranno scandalosi e divertenti equivoci.

## Produzione
Il film fu prodotto dalla Edison Manufacturing Company.

## Distribuzione
Distribuito dalla Edison Manufacturing Company, il film - un cortometraggio di 130 metri - uscì nelle sale cinematografiche degli Stati Uniti il 12 novembre 1909. Nelle proiezioni, veniva programmato con il sistema dello split reel, accorpato in un'unica bobina con un altro cortometraggio prodotto dalla Edison, His Masterpiece.